# Deutsche Eishockey Liga 2000/2001
Sezóna 2000/2001 byla 53. sezonou Německé ligy ledního hokeje. Vítězem se stal tým Adler Mannheim.

## Konečná tabulka základní části
| Poř. | Tým                     | Z  | V  | VP | PP | P  | VG  | OG  | B   |
| ---- | ----------------------- | -- | -- | -- | -- | -- | --- | --- | --- |
| 1.   | Adler Mannheim          | 60 | 31 | 9  | 4  | 16 | 205 | 144 | 115 |
| 2.   | Kölner Haie             | 60 | 29 | 6  | 12 | 13 | 186 | 154 | 111 |
| 3.   | München Barons (M)      | 60 | 29 | 5  | 7  | 19 | 175 | 150 | 104 |
| 4.   | Nürnberg Ice Tigers     | 60 | 27 | 7  | 8  | 18 | 191 | 171 | 103 |
| 5.   | Kassel Huskies          | 60 | 28 | 6  | 7  | 19 | 176 | 156 | 103 |
| 6.   | Revierlöwen Oberhausen  | 60 | 25 | 12 | 3  | 20 | 187 | 151 | 102 |
| 7.   | Hannover Scorpions      | 60 | 29 | 3  | 6  | 22 | 203 | 182 | 99  |
| 8.   | Berlin Capitals         | 60 | 25 | 7  | 9  | 19 | 191 | 173 | 98  |
| 9.   | Krefeld Pinguine        | 60 | 23 | 4  | 11 | 22 | 182 | 177 | 88  |
| 10.  | Frankfurt Lions         | 60 | 23 | 5  | 8  | 24 | 189 | 189 | 87  |
| 11.  | Düsseldorfer EG (N)     | 60 | 17 | 10 | 5  | 28 | 133 | 164 | 76  |
| 12.  | Schwenninger Wild Wings | 60 | 20 | 4  | 8  | 28 | 174 | 207 | 76  |
| 13.  | Eisbären Berlín         | 60 | 19 | 6  | 4  | 31 | 192 | 221 | 73  |
| 14.  | Augsburger Panther      | 60 | 18 | 8  | 3  | 31 | 187 | 242 | 73  |
| 15.  | Iserlohn Roosters       | 60 | 16 | 7  | 6  | 31 | 152 | 189 | 68  |
| 16.  | Moskitos Essen          | 60 | 15 | 7  | 5  | 33 | 173 | 226 | 64  |

| Vysvětlivka               |
| ------------------------- |
| Postup do play-off        |
| Konec sezóny pro daný tým |

## Play off

### Čtvrtfinále
|                     |   |                        | Serie | 1   | 2   | 3   | 4   | 5   |
| ------------------- | - | ---------------------- | ----- | --- | --- | --- | --- | --- |
| Adler Mannheim      | – | Berlin Capitals        | 3:2   | 5:1 | 3:4 | 4:3 | 2:3 | 3:0 |
| Kölner Haie         | – | Hannover Scorpions     | 0:3   | 1:3 | 1:5 | 3:4 | –   | –   |
| München Barons      | – | Revierlöwen Oberhausen | 3:0   | 4:2 | 3:2 | 4:2 | –   | –   |
| Nürnberg Ice Tigers | – | Kassel Huskies         | 1:3   | 3:2 | 1:2 | 3:4 | 3:4 | –   |

### Semifinále
|                |   |                    | Serie | 1   | 2   | 3   | 4   | 5 |
| -------------- | - | ------------------ | ----- | --- | --- | --- | --- | - |
| Adler Mannheim | – | Hannover Scorpions | 3:0   | 7:2 | 7:5 | 6:1 | –   | – |
| München Barons | – | Kassel Huskies     | 3:1   | 3:2 | 2:3 | 3:1 | 6:5 | – |

### Finále
|                |   |                | Serie | 1   | 2   | 3   | 4   | 5 |
| -------------- | - | -------------- | ----- | --- | --- | --- | --- | - |
| Adler Mannheim | – | München Barons | 3:1   | 4:1 | 1:4 | 2:1 | 2:1 | – |